# Villa Mozartstraße 6 (Dresden)

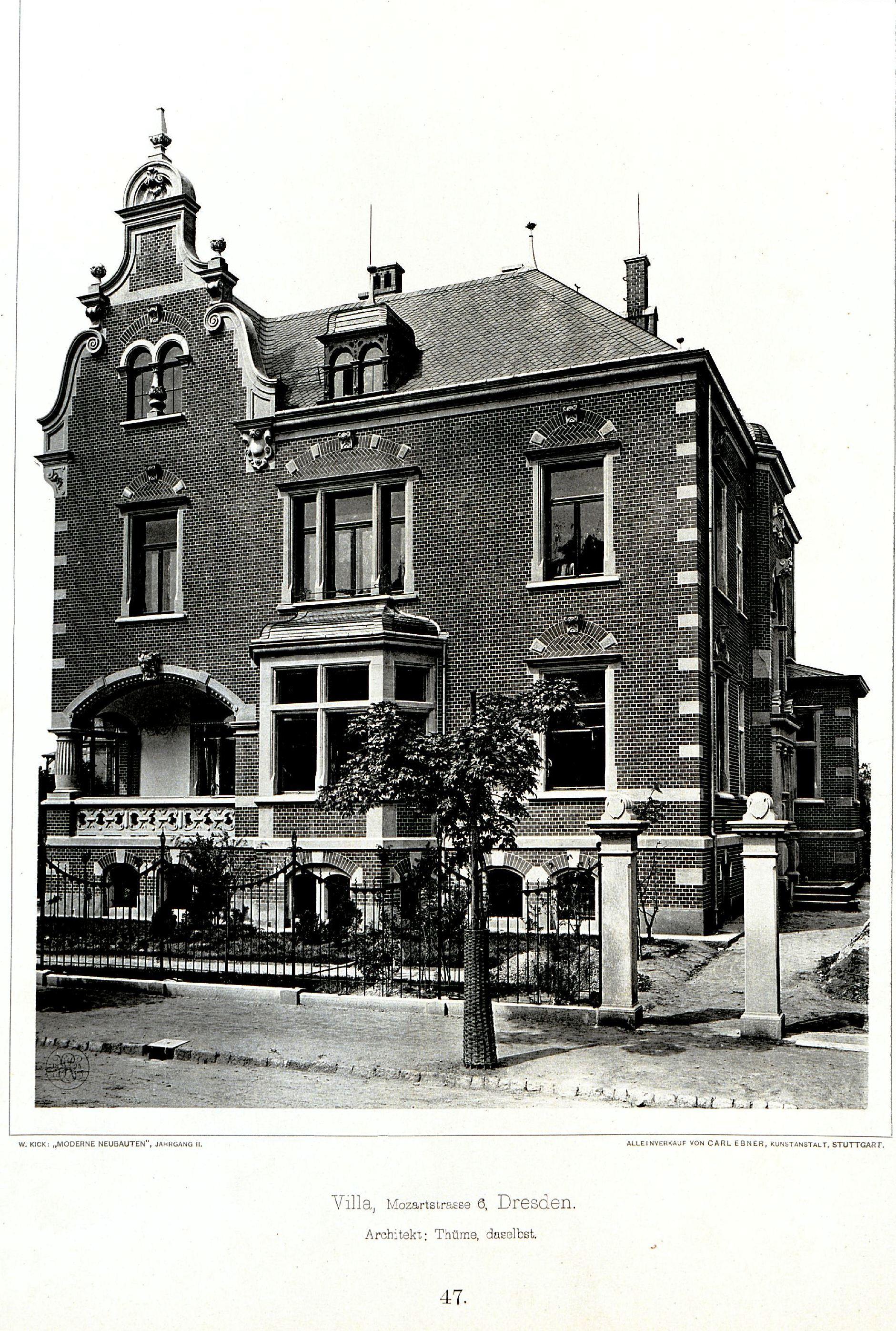
Villa Mozartstraße 6 (1895)

Die Villa Mozartstraße 6 in Dresden wurde 1894–1895 nach Plänen des Dresdner Architekten Hermann Thüme erbaut und  bei der Bombardierung Dresdens 1945 zerstört.
Das Haus lag im Villenviertel entlang der Tiergartenstraße. Das Adressbuch für 1900 benennt als Eigentümer und Bewohner den Privatier Gottfried Dörffel.
Die Fassade war mit hellroten Verblendziegeln von der Ziegelei Bienwald & Rother in Liegnitz verblendet. Die Gliederungselemente waren in gelblichem Cottaer Sandstein ausgeführt. Das Dach war mit englischem Schiefer eingedeckt.
Das Haus wurde – wie fast sämtliche Gebäude der Straße – 1945 zerstört.